# Academia Raionala de Fotbal Criuleni (femminile)
L'Academia Raionala de Fotbal Criuleni, noto anche come A.R.F. Criuleni, è una squadra di calcio femminile moldava con sede a Criuleni, sezione femminile dell'omonima squadra maschile. Ha vinto una Divizia Națională Feminină, massima serie del campionato moldavo femminile di calcio e ha partecipato a un'edizione della UEFA Women's Champions League.

## Storia
L'A.R.F. Criuleni è stato promosso in Divizia Națională Feminină, massima serie del campionato moldavo, per la prima volta al termine della stagione 2014-2015. Alla prima partecipazione ha subito conquistato il campionato, vincendo 18 delle 21 partite e superando i campioni in carica del Noroc Nimoreni di un solo punto. Grazie a questo successo si è qualificato alla UEFA Women's Champions League per l'edizione 2016-2017: sorteggiata nel gruppo 7, ha terminato all'ultimo posto in classifica, venendo così eliminato dalla competizione.

## Palmarès
- Divizia Națională Feminină: 1

2015-2016

## Statistiche

### Partecipazioni alle competizioni europee
| Stagione | Competizione     | Fase          | Avversario     | Risultato | Risultato | Risultato |
| Stagione | Competizione     | Fase          | Avversario     | andata    | ritorno   | aggregato |
| -------- | ---------------- | ------------- | -------------- | --------- | --------- | --------- |
| 2016-17  | Champions League | fase a gironi | Gintra         | 0-13      | 0-13      | 0-13      |
| 2016-17  | Champions League | fase a gironi | BIIK Kazygurt  | 0-3       | 0-3       | 0-3       |
| 2016-17  | Champions League | fase a gironi | Wexford Youths | 0-0       | 0-0       | 0-0       |

## Organico

### Rosa 2016-2017
Rosa e numeri come da sito UEFA.
| N. |                     | Ruolo | Calciatrice           |
| -- | ------------------- | ----- | --------------------- |
| 1  | Moldavia (bandiera) | P     | Victoria Gurdiş       |
| 2  | Moldavia (bandiera) | D     | Maria Spinu           |
| 4  | Moldavia (bandiera) | D     | Valeria Cernalevscaia |
| 5  | Moldavia (bandiera) | C     | Tatiana Gherghelegiu  |
| 6  | Moldavia (bandiera) | A     | Elena Bozu            |
| 7  | Moldavia (bandiera) | A     | Ludmila Caraman       |
| 8  | Moldavia (bandiera) | C     | Galina Tanas          |
| 9  | Moldavia (bandiera) | A     | Diana Loghin          |
| 10 | Moldavia (bandiera) | C     | Liuba Dragomir        |

| N. |                     | Ruolo | Calciatrice          |
| -- | ------------------- | ----- | -------------------- |
| 11 | Moldavia (bandiera) | C     | Laura-Maria Mereuța  |
| 12 | Moldavia (bandiera) | P     | Irina Fusaru         |
| 13 | Moldavia (bandiera) | D     | Nadejda Vasilică     |
| 14 | Moldavia (bandiera) | A     | Cristina Musteață    |
| 15 | Moldavia (bandiera) | A     | Oxana Bunici         |
| 17 | Moldavia (bandiera) | D     | Olga Cuşinova        |
| 18 | Moldavia (bandiera) | D     | Alisa Pancratova     |
| 19 | Moldavia (bandiera) | C     | Ludmila Andone       |
| 20 | Moldavia (bandiera) | C     | Nadejda Colesnicenco |